# Bahçelievler
Bahçelievler (significato letterale "case con giardini") è un distretto della Turchia appartenente alla  provincia di Istanbul, situato nella parte europea della città, in prossimità dell'Aeroporto Atatürk. Il distretto è coestensivo del comune soggetto al comune metropolitano di Istanbul e occupa il 5% della superficie della città. Conta circa 600.000 abitanti.

## Storia
In passato il quartiere era prevalentemente agricolo e popolato da cittadini di lingua greca. Nel territorio erano presenti cave di pietra usate per costruire la vecchia Costantinopoli. Con l'avvento del Repubblica Turca ci fu forte sviluppo edilizio dovuto alla costruzione di strade che collegavano la città con l'Europa.
Gli abitanti del quartiere passarono da 8.500 del 1960 a 100.000 del 1975 fino a superare il mezzo milione attuale. Il paesaggio cambiò radicalmente, fino agli anni 1980 erano molto comuni le ville con giardini, che adesso sopravvivono soltanto in centro. Esse vennero poco a poco abbattute per far spazio a palazzi e fabbriche.

## Suddivisioni
Il distretto comprende i seguenti quartieri (mahalleri):
| - Bahçelievler - Cumhuriyet - Çobançeşme - Fevzi Çakmak - Hürriyet - Kocasinan | - Siyavuşpaşa - Soğanlı - Şirinevler - Yenibosna - Zafer |

## Società

### Evoluzione demografica
| Anno     | 1935 | 1940 | 1945 | 1950 | 1955  | 1960  | 1965   | 1970   | 1975    | 1980    | 1985    | 1990    | 1997    | 2000    | 2008    |
| -------- | ---- | ---- | ---- | ---- | ----- | ----- | ------ | ------ | ------- | ------- | ------- | ------- | ------- | ------- | ------- |
| Abitanti | 523  | 542  | 601  | 812  | 1.322 | 8.509 | 20.881 | 49.320 | 102.533 | 160.733 | 237.691 | 322.234 | 442.877 | 464.903 | 571.711 |